# パッシブ・マージン

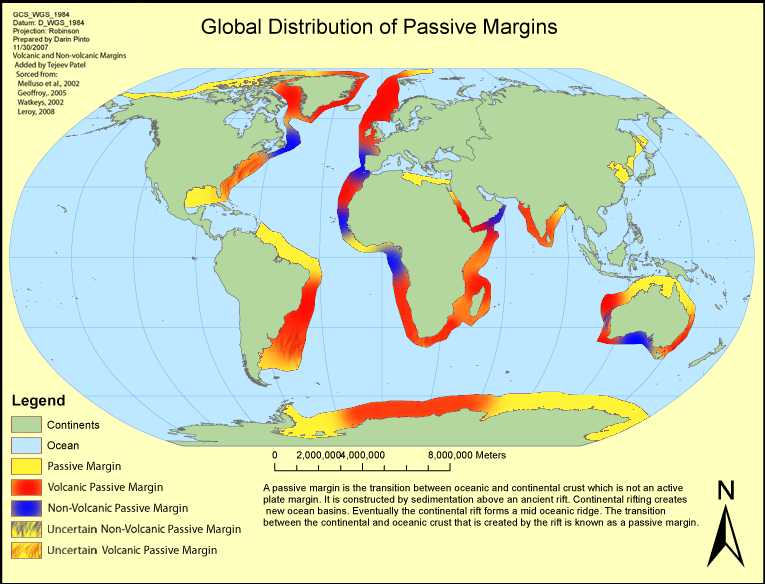
パッシブ・マージンの分布。色分けは種類を表す。

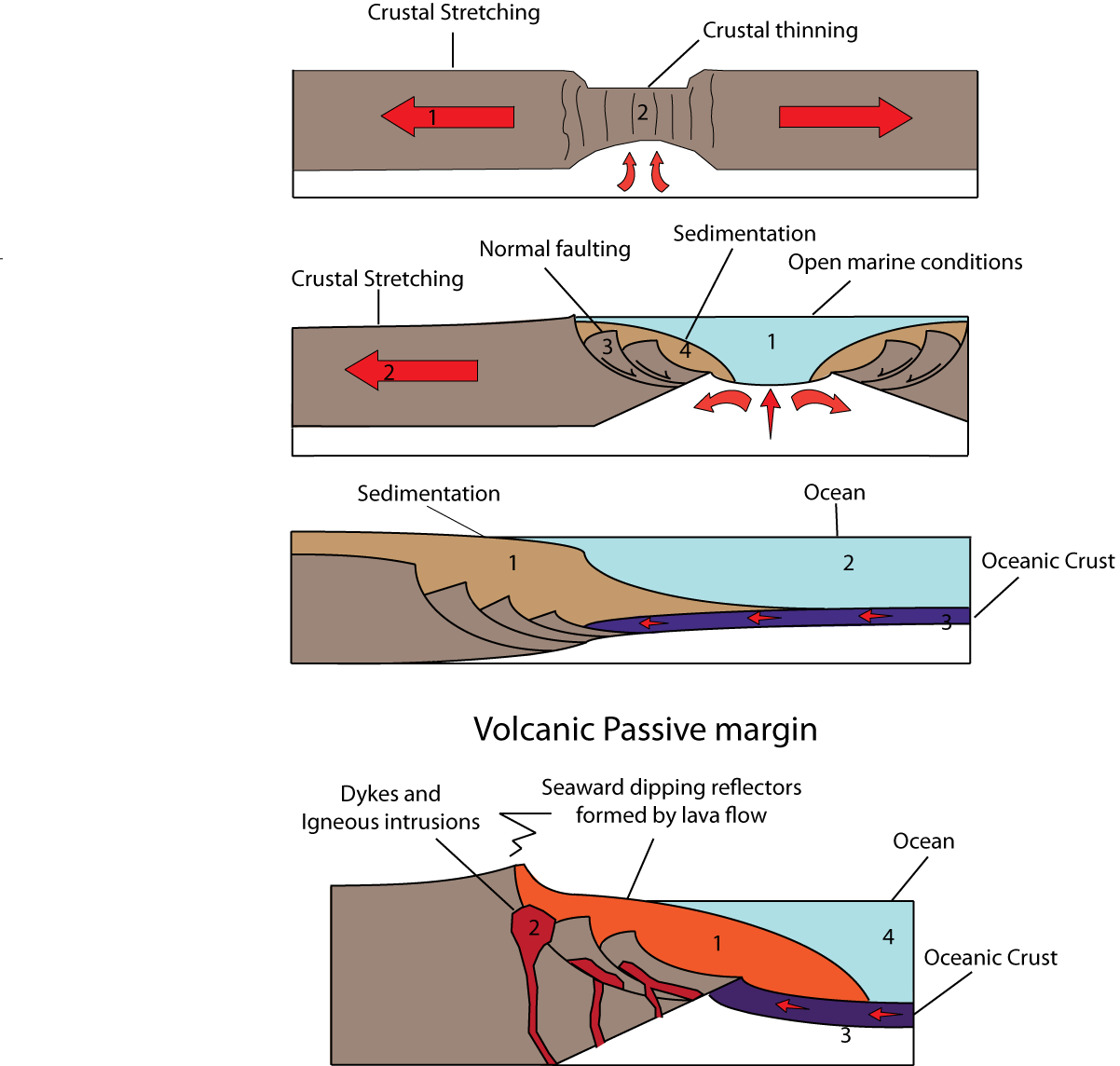
パッシブ・マージンの形成

パッシブ・マージン (Passive margin) は、大陸と海洋の境界を表す地質用語である。プレートテクトニクス用語である発散型境界や収束型境界とも異なる。
プレート同士が衝突する境界がアクティブと呼ばれるの対する言葉で、実際に大陸縁辺に海溝が発達する太平洋周縁には存在せず、大西洋とインド洋の周縁に見られる。プレート同士の境界ではなく、プレート内に分布するとも言える。唯一例外は紅海とアデン湾で、ここは現在活動するリフトのためプレート境界を形成する。また、大陸からの堆積物供給量が大きく、大陸棚や大陸斜面が発達するのが特徴的である。場所によっては火山活動もある。